# Frederico Flexa
Frederico Alfredo Kuntzle Flexa (Río de Janeiro, 12 de enero de 1964) es un deportista brasileño que compitió en judo. Ganó tres medallas en los Juegos Panamericanos entre los años 1983 y 1991, y cuatro medallas en el Campeonato Panamericano de Judo entre los años 1984 y 1988.

## Palmarés internacional
| Juegos Panamericanos    | Juegos Panamericanos          | Juegos Panamericanos | Juegos Panamericanos |
| Año                     | Lugar                         | Medalla              | Categoría            |
| ----------------------- | ----------------------------- | -------------------- | -------------------- |
| 1983                    | Caracas (Venezuela)           | Medalla de plata     | +95 kg               |
| 1987                    | Indianápolis (Estados Unidos) | Medalla de plata     | +95 kg               |
| 1991                    | Habana (Cuba)                 | Medalla de bronce    | +95 kg               |
| Campeonato Panamericano |                               |                      |                      |
| Año                     | Lugar                         | Medalla              | Categoría            |
| 1984                    | Ciudad de México (México)     | Medalla de oro       | +95 kg               |
| 1985                    | La Habana (Cuba)              | Medalla de plata     | +95 kg               |
| 1986                    | Salinas (Puerto Rico)         | Medalla de oro       | +95 kg               |
| 1988                    | Buenos Aires (Argentina)      | Medalla de oro       | Abierta              |